# سیارک ۴۷۹

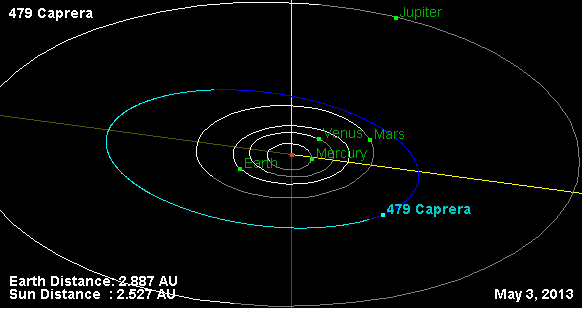
نمایی از محل قرارگیری سیارک ۴۷۹ در مدار - ۲۰۱۳

سیارک ۴۷۹ (به انگلیسی: 479 Caprera، نامگذاری:1901HJ) چهارصد و هفتاد و نهمین سیارک کشف شده‌است که در ۱۲ نوامبر ۱۹۰۱ و در هایدلبرگ کشف شد.
قدر مطلق سیارک برابر ۹٫۶۰ است.